# Trans (Grisões)
Trans é uma comuna da Suíça, no Cantão Grisões, com cerca de 58 habitantes. Estende-se por uma área de 7,44 km², de densidade populacional de 8 hab/km². Confina com as seguintes comunas: Almens, Churwalden, Paspels, Scheid, Tumegl/Tomils.
A língua oficial nesta comuna é o Alemão.